# حبيل ليسري (حبيل جبر)

تعديل مصدري - تعديل

حبيل ليسري هي إحدى قرى عزلة حبيل جبر بمديرية حبيل جبر التابعة لمحافظة لحج، بلغ تعداد سكانها 43 نسمة حسب تعداد اليمن لعام 2004.